# Гарт (журнал)
«Гарт» (укр.- закалка) — украинский ежемесячный литературно-художественный и критический журнал, печатный орган Всеукраинского союза пролетарских писателей (ВУСПП). Издавался с 1927 до 1932 г., в редколлегию входили: И. Микитенко, И. Кулик, В. Коряк.